# Кірово (Мішкинський район)
Кі́рово (рос. Кирово) — село у складі Мішкинського району Курганської області, Росія. Адміністративний центр Кіровської сільської ради.
Населення — 1750 осіб (2010, 2046 у 2002).